# Syneches devius
Syneches devius är en tvåvingeart som beskrevs av Collin 1929. Syneches devius ingår i släktet Syneches och familjen puckeldansflugor. Inga underarter finns listade i Catalogue of Life.